# Giacomo della Porta
Giacomo della Porta (Porlezza, 1532 - Rome, 1602) was een Italiaans architect en beeldhouwer. 
Della Porta was een leerling van Michelangelo en een belangrijke doorgever van diens architectonische verworvenheden. Daardoor droeg hij in belangrijke mate bij tot de ontwikkeling van de barokstijl. In 1571 werd hem de opdracht gegeven voor de voorgevel van Il Gesù te Rome. In 1573 kreeg hij de leiding van de bouw van de Sint-Pieter te Rome en rond 1600 bouwde hij het Aldobrandini-Chigi paleis. Verder werkte hij aan de bouw van de San Luigi dei Francesi en de San Giovanni dei Fiorentini. Ook ontwierp hij de Fontana delle Tartarughe en de Fontana del Moro.

## Belangrijkste werken of ontwerpen
Tenzij anders vermeld gaat het om werken in Rome.
- Oratorio del Santissimo Crocifisso (1562-1568)
- Chiesa del Gesù (1571-1575)
- Fonteinen van Palazzo Borghese (1573)
- Fontein op Piazza Colonna (1574)
- Fontana del Nettuno en Fontana del Moro op Piazza Navona (1574)
- Fontein op Piazza della Rotonda (voor het Pantheon)
- De gevel en de buitentrap van Palazzo Senatorio op het Capitoolpein (1573-1602)
- Palazzo della Sapienza (1578-1602)
- Palazzo Capizucchi (1580)
- Santa Maria ai Monti (1580)
- Sant'Atanasio dei Greci (1581)
- Gevel van San Luigi dei Francesi (1589)
- Fontana delle Tartarughe (1584)
- Santa Maria Scala Coeli
- Palazzo Marescotti (1585)
- Palazzo Serlupi (1585)
- Santissima Trinità dei Monti (1586)
- Fontein op Piazza della Madonna dei Monti (1589)
- Koepel van de Sint-Pietersbasiliek (1588–90)
- Fontein op Piazza di Santa Maria in Campitelli (1589)
- Fonteinen tegenover de Santi Venanzio e Ansovino (1589)
- Fontana della Terrina (1590)
- Beeldhouwwerk Christus overhandigt de sleutels van de Hemel aan Sint Pieter in de kapel van Sint-Pieter van de Santa Pudenziana;
- Palazzo Fani (1598)
- San Paolo alle Tre Fontane (1599)
- San Nicola in Carcere (1599)
- Palazzo Albertoni Spinola (1600)
- Villa Aldobrandini (1600–02) in Frascati
- Cappella Aldobrandini (1600–02) in Santa Maria sopra Minerva

- Biblioteca Nacional de España: XX889002
- Bibliothèque nationale de France: cb14886561s (data)
- Gemeinsame Normdatei: 118977326
- International Standard Name Identifier: 0000 0000 8190 1863
- KulturNav: 78948f14-a003-4444-a44b-aa1f1a5cd3a1
- Library of Congress Control Number: n97056239
- Nationale Bibliotheek van Tsjechië: mzk2009528372
- Nationale Bibliotheek van Israël: 987007373539905171
- RKD-Nederlands Instituut voor Kunstgeschiedenis: 439996
- SNAC: w64f2nhw
- Union List of Artist Names: 500025366
- Virtual International Authority File: 121738475
- WorldCat: E39PBJdx6R7vKbBkJr8YGhy68C